# Notre-Dame-de-Livaye
Notre-Dame-de-Livaye ist eine französische Gemeinde mit 107 Einwohnern (Stand: 1. Januar 2022) des Départements Calvados in der Region Normandie (vor 2016 Basse-Normandie). Administrativ ist sie dem Kanton Mézidon Vallée d’Augen und dem Arrondissement Lisieux zugeteilt. 

## Geographie
Notre-Dame-de-Livaye liegt etwa 49 Kilometer ostsüdöstlich von Caen und etwa 20 Kilometer westsüdwestlich vom Stadtzentrum von Lisieux in der Landschaft Pays d’Auge. Umgeben wird Notre-Dame-de-Livaye von den Nachbargemeinden Cambremer im Norden und Nordosten, Mézidon Vallée d’Auge im Süden und Osten, Belle Vie en Auge im Südwesten sowie Crèvecœur-en-Auge im Westen und Nordwesten.

## Bevölkerungsentwicklung
| Jahr                      | 1962 | 1968 | 1975 | 1982 | 1990 | 1999 | 2006 | 2013 |
| Einwohner                 | 93   | 107  | 107  | 109  | 125  | 130  | 132  | 127  |
| Quelle: Cassini und INSEE |      |      |      |      |      |      |      |      |

## Sehenswürdigkeiten
- Kirche Notre-Dame aus dem 14. Jahrhundert mit späteren Umbauten, seit 1975 Monument historique

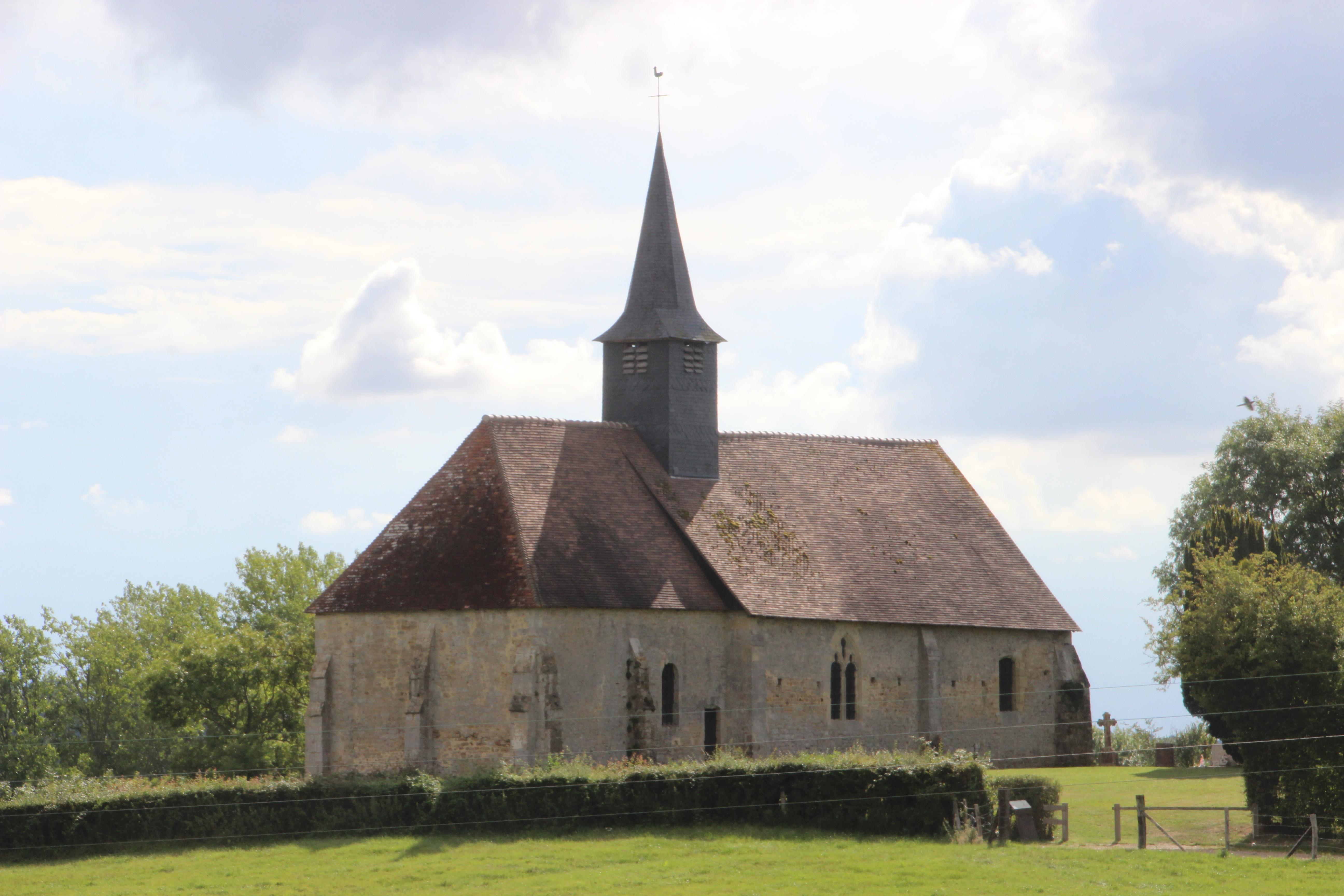
Kirche Notre-Dame